# ヤン・ヘンドリク・スヘルテマ
ヤン・ヘンドリク・スヘルテマ（Jan Hendrik Scheltema、1861年8月23日 - 1941年12月9日）はオランダで生まれ、美術教育を受けた画家で、27歳になる1888年からオーストラリアで活動した。1935年にオーストラリアの市民権を得た。

## 略歴
デン・ハーグで生まれた。父親は軍人で、1872年に退役した後、ロッテルダムで役人となり 、1876年からはロッテルダム近くのゴーダに住んだ。スヘルテマはゴーダの画家、ベルテルマン（Johannes Jacobus Bertelman）に絵を学んだ後、1880年からハーグの美術学校で学び、1882年からアントウェルペン王立芸術学院で人物画、動物画を得意とするシャルル・ヴェルラに学んだ 。オランダでは肖像画家として働いた。
1888年にオーストラリアに渡り、7月からメルボルンに住んだ。ヴィクトリア州芸術協会(Victorian Artists Society)に加入し、チャールズ・コンダーやトム・ロバーツといったオーストラリアを代表する画家たちと並んで、展覧会に出展し イタリア生まれの画家、ローランド(Charles Rolando)のアカデミーで教師として採用されるのに尽力し、ローランドが病気が重くなり教えられなくなるとアカデミーの学生の指導も行った。オーストラリアでは人物画の他に、家畜のいる風景画を多く描いた。1917年にメルボルンの女性と結婚し1935年にオーストラリアの市民権を得た。

## 作品

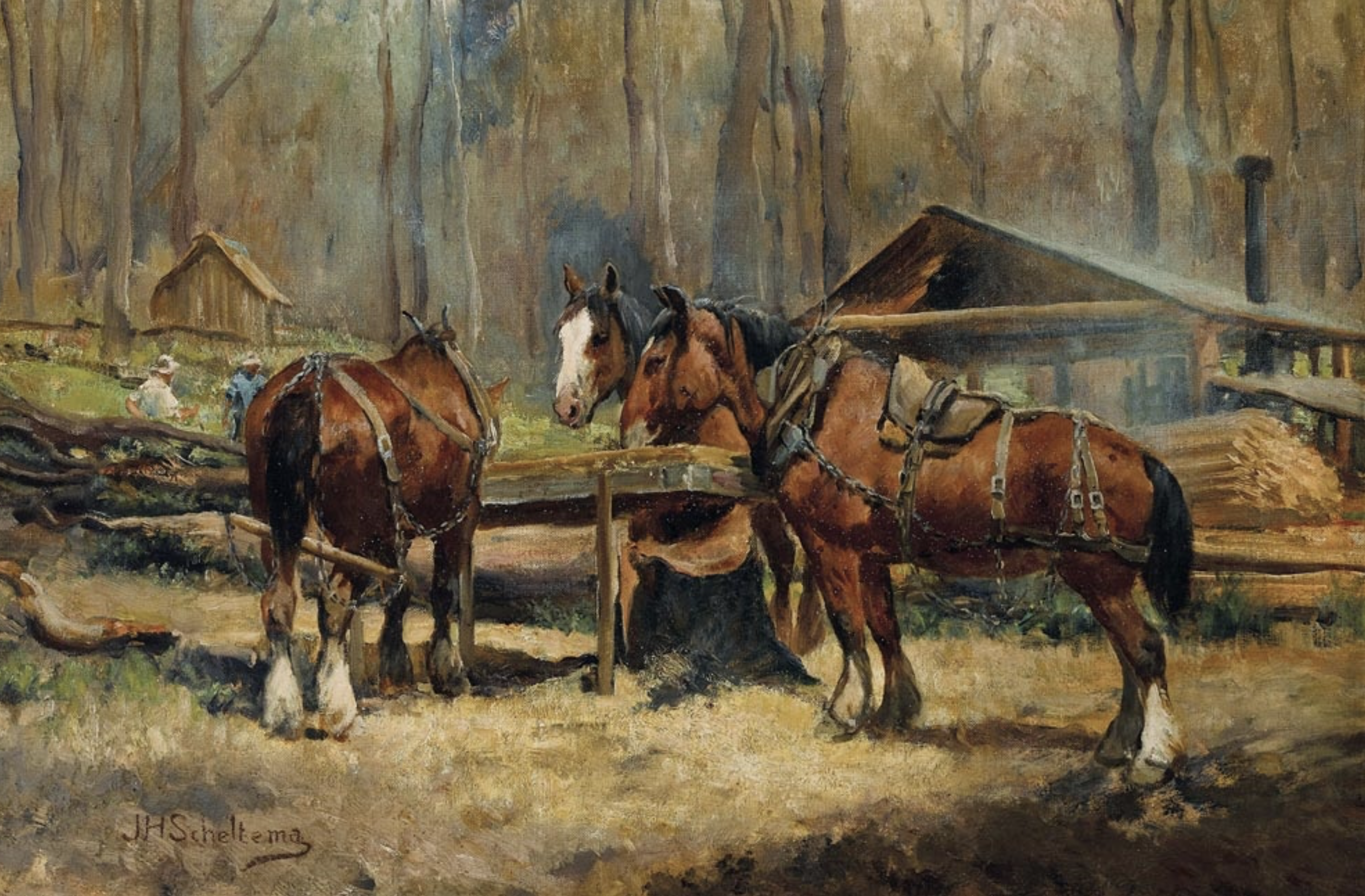
荷役馬の休憩
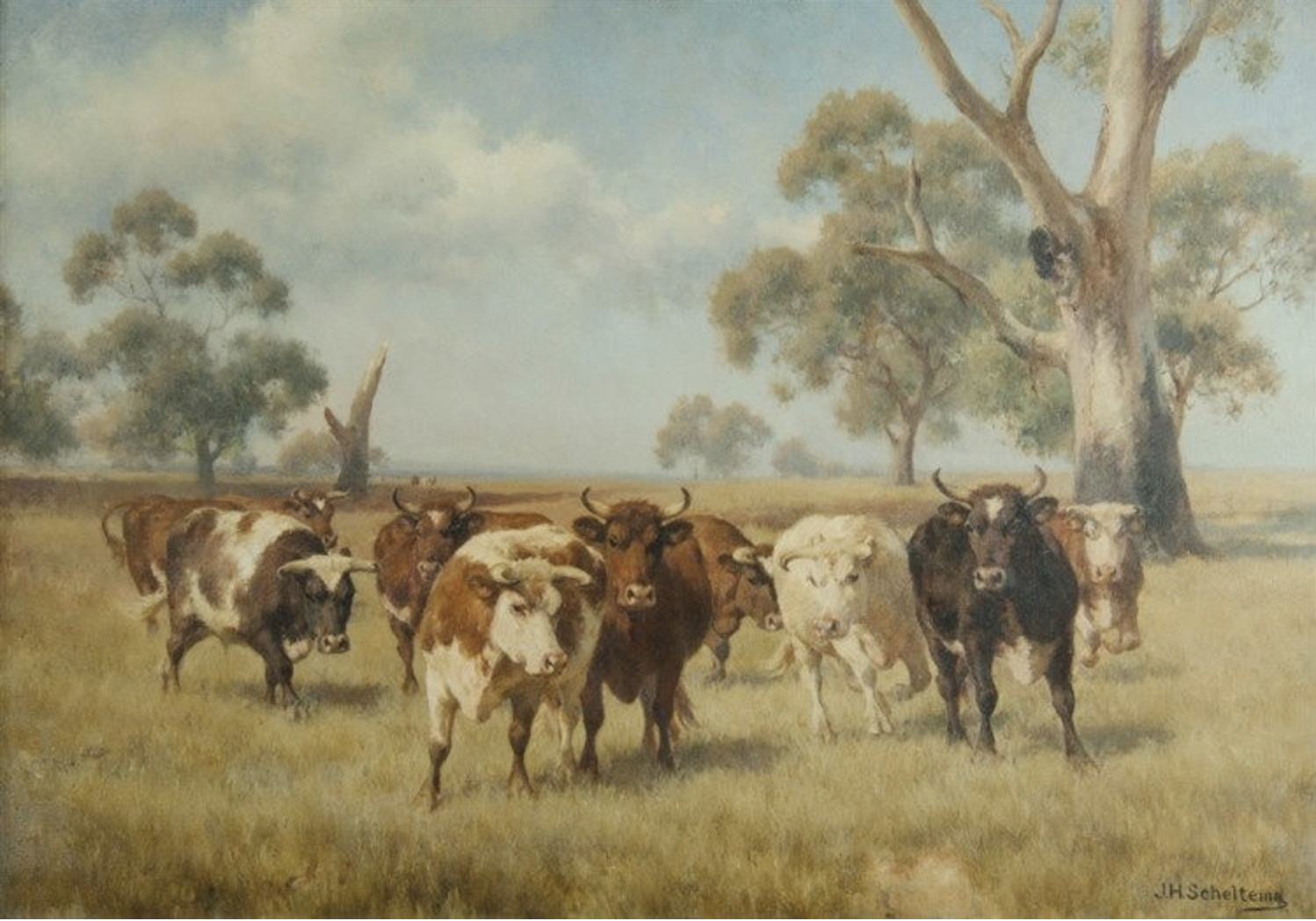
牛のいる風景
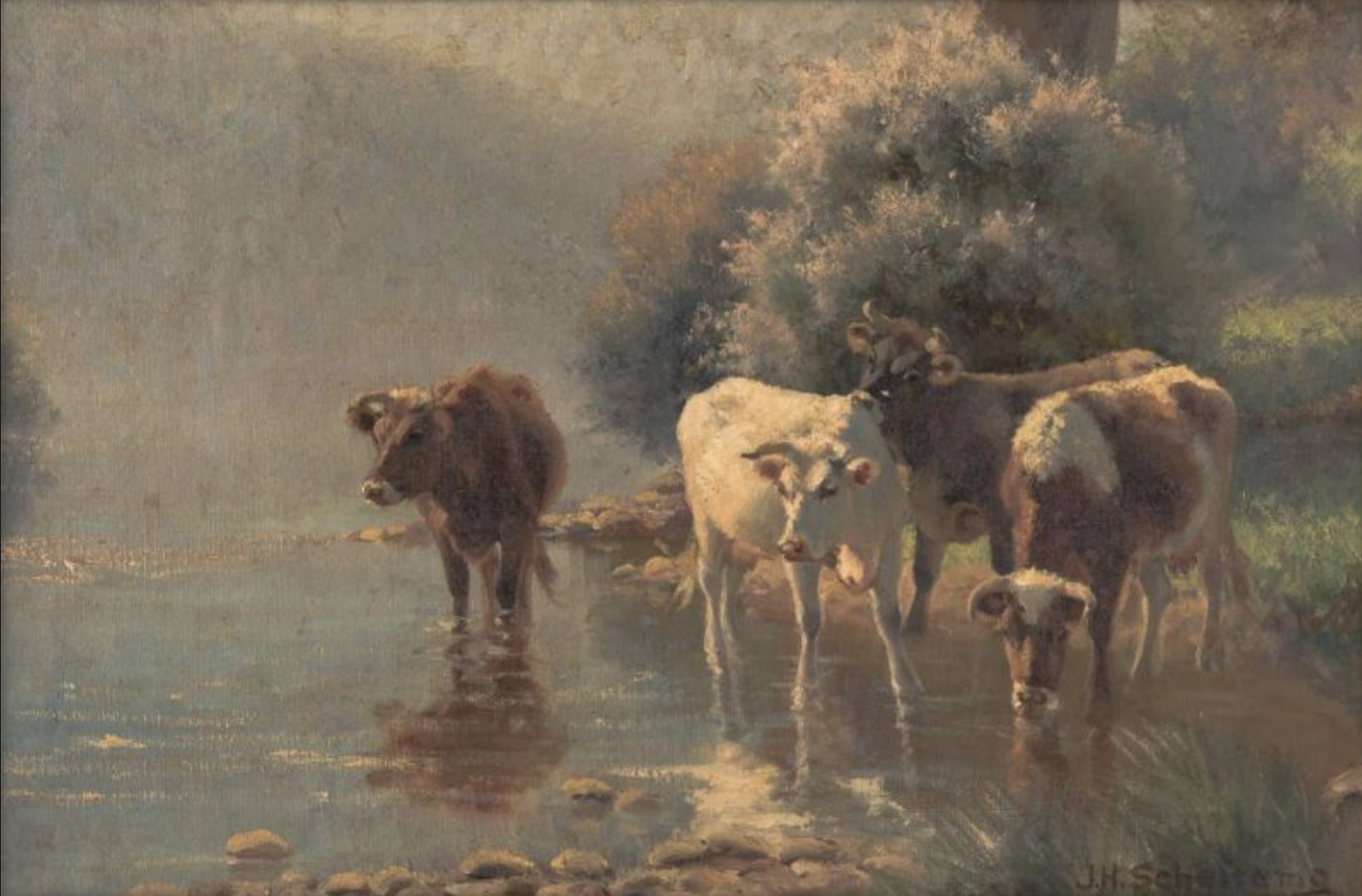
牛のいる水辺の風景

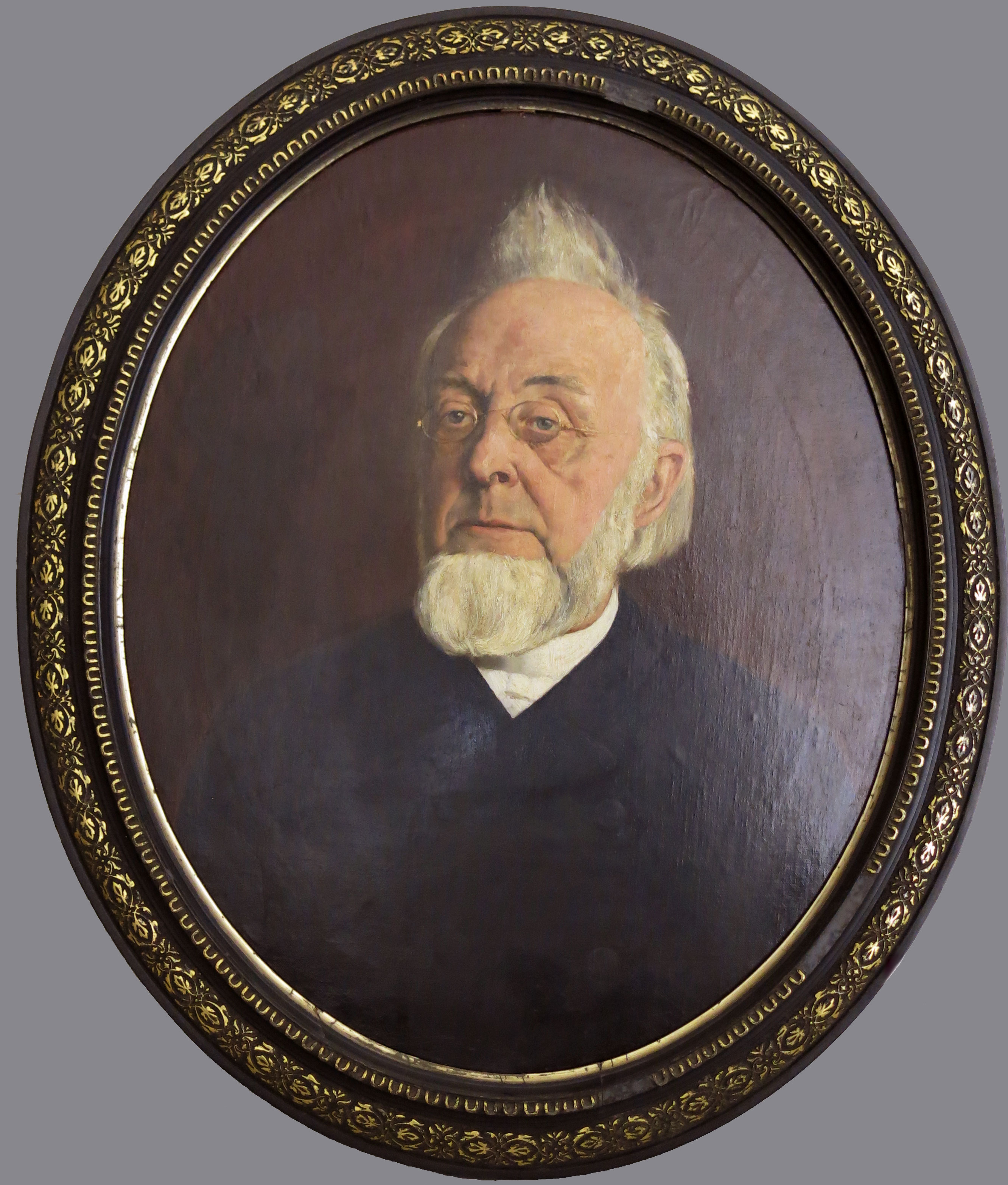
肖像画
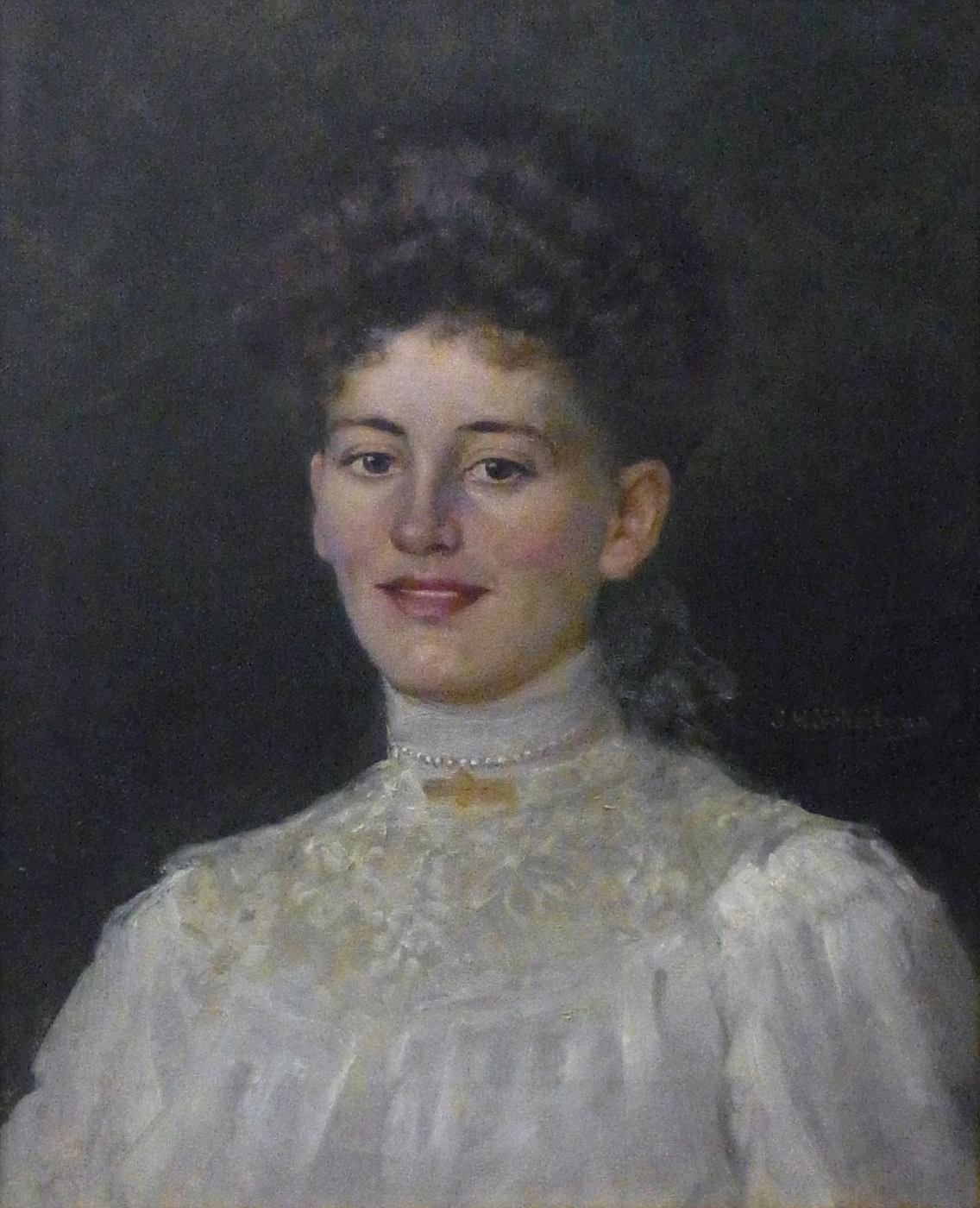
肖像画(c.1900)
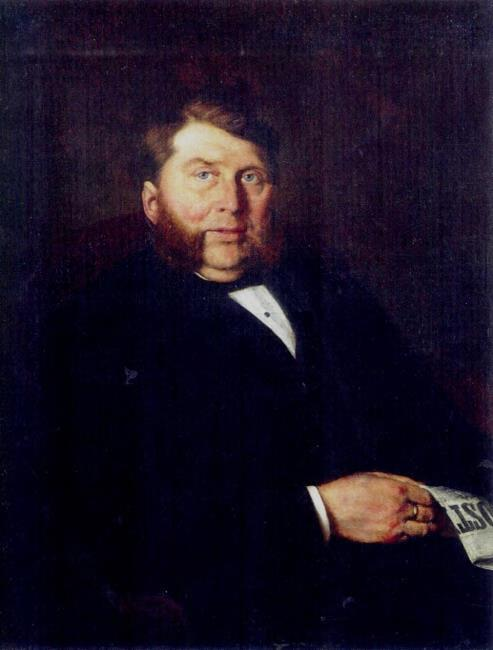
肖像画(1886)